# Jarella
Jarella est une extraterrestre appartenant à l'univers de Marvel Comics. Créé par le scénariste Harlan Ellison et le dessinateur Herb Trimpe, le personnage de fiction apparaît pour la première fois dans le comic book The Incredible Hulk vol.2 #140 de juin 1971. En France, ce numéro est incorporé au Hulk n°8 d'avril 1978. Le titre en version originale de l'histoire est "The Brute... ...That Shouted Love..." qui est une version déformée de The Beast That Shouted Love at the Heart of the World, La Bête qui criait amour au cœur du monde, nouvelle de science-fiction écrite par Harlan Ellison.
Jarella est l'impératrice de K'Ai et est connue pour avoir été la fiancée de Hulk. En 2011, le personnage est classé 68e « femme la plus sexy dans les comics » dans l'ouvrage 100 Sexiest Women in Comics publié par le magazine Comics Buyer's Guide.

## Biographie du personnage
Jarella est née sur la planète K'ai dans l'univers Sub-Atomica, pénétrable uniquement au niveau sub-atomique. Dans ce monde, des cataclysmes ont causé une montée des eaux et la diminution des terres habitables. Les survivants ont délaissé la technologie pour l'art de la magie.
Lors d'un combat contre le super-vilain Psyklop, Hulk est réduit au niveau sub-atomique et arrive dans la planète K'ai. Il devient rapidement le champion du peuple,. Jarella demande à sa triade de sorciers, composée de Holi, Moli et Torla, de jeter un sort permettant à l'esprit de Bruce Banner de rester en contrôle sous sa forme Hulk. Ensemble, Jarella et Hulk s'opposent au despote Visis qui finit en exil,. Après leur victoire, l'impératrice demande Hulk en mariage,.
La cérémonie est interrompue par Psyklop qui a suivi Hulk pour l'affronter. Lors du combat, il rompt le sort maintenant l'esprit de Bruce Banner au contrôle du géant vert. Puis le super-vilain entraîne le héros sur Terre,,. Par la suite, Jarella et Hulk se retrouvent de manière sporadique sur K'ai ou sur la Terre. Sur K'ai, ils affrontent de nouveau Visis, puis un géant, nommé le dieu de la montagne, création de Psyklop,. Lors d'un voyage sur Terre, Jarella trouve la mort, écrasée par un bâtiment, en sauvant un jeune garçon,.

## Capacités et aptitudes
Jarella est une guerrière aguerrie et une brillante stratège militaire. L'impératrice sait se manier l'épée et se battre à mains nues. 

## Entourage de Jarella

### Membres de sa famille

#### Jentorra
Jentorra est la nièce de Jarella. Créé par le scénariste Scott Reed et le dessinateur Miguel Munera, le personnage de fiction apparaît pour la première fois dans le comic book Realm of Kings: Son of Hulk #1 d'avril 2010. Jentorra est présente dans l'histoire "Conquest of Jarella's World" qui dure sur les quatre numéros de la mini-série Realm of Kings: Son of Hulk. Puis elle est utilisée dans le numéro 611 de la série The Incredible Hulk. Enfin, elle est présente dans l'histoire "Dark Son" de la mini-série en trois numéros Incredible Hulks: Enigma Force.
Avec l'aide d'anciens membres des Micronautes, Jentorra affronte Hiro Kala, fils de Hulk et Caiera, lorsqu'il sempare de la planète K'ai.

#### Visalia
Visalia est la sœur de Jarella. Créé par le scénariste Peter David, les dessinateurs James Fry et Frank Strom, le personnage de fiction apparaît pour la première fois dans le comic book Captain Marvel vol.4 #5 de mai 2000. Sa deuxième et dernière apparition a lieu dans le numéro suivant.

### Triade de sorciers
La triade de sorciers, également dénommée le panthéon de sorciers, est composée de Holi, Moli et Torla. Ils jettent un sort à Hulk pour qu'il comprenne le langage du peuple de K'ai et permette à l'esprit de Bruce Banner d'être au contrôle sous sa forme Hulk.

## Version alternative
En 1980, Jarella est présente dans le comic book What If? vol.1 #23. Situé dans un univers alternatif à la continuité principale, cette histoire explore le futur de la relation entre Hulk et Jarella, si cette dernière n'était pas morte en sauvant le jeune garçon,.

## Analyse du personnage
Au début des années 1970, les auteurs travaillant sur Hulk réalisent que, même si initialement les aventures de Hulk ont un certain succès commercial, le fait que le colosse vert ne fasse qu'enchainer les combats risque de lasser les lecteurs. Ils décident donc de changer cette dynamique en insérant de nouveaux personnages comme Doc Samson ou Jim Wilson et en fournissant une nouvelle relation amoureuse avec l'impératrice Jarella.
La première et grande relation amoureuse de Bruce Banner, alias Hulk, est Betty Ross avec qui il s'est marié. Avec Marlo Chandler et Caiera, Jarella fait partie des amoureuses du géant vert qui provoquent des tensions dans la relation entre Bruce Banner et Betty Ross,.